# Аделар Сполетський
Аделар († 824), у 824 герцог Сполетський впродовж 5 місяців після смерті герцога Суппо I.